# Antonio Fallica
Antonio Luca Fallica OSB (ur. 27 lipca 1959 w Ripatransone) – włoski duchowny rzymskokatolicki, benedyktyn, opat terytorialny Montecassino od 2023.

## Życiorys
W 1985 wstąpił do zakonu benedyktynów i 5 stycznia 1996 złożył profesję wieczystą. Był związany początkowo z klasztorem w Praglia, a od 1989 przebywał w Opactwie Świętej Trójcy w Dumenzy. W latach 2010–2022 był przeorem tego klasztoru.
9 stycznia 2023 papież Franciszek mianował go opatem terytorialnym Montecassino. W związku z wymogiem posiadania przez opata święceń w stopniu prezbiteratu 14 lutego 2023 Fallica przyjął święcenia diakonatu, a święcenia kapłańskie otrzymał w mediolańskiej bazylice św. Ambrożego 8 marca 2023. 13 maja 2023 odbyła się jego benedykcja.